# Kościół Podwyższenia Krzyża Świętego w Potarzycy
Kościół Podwyższenia Krzyża Świętego w Potarzycy – rzymskokatolicki kościół parafialny we wsi Potarzyca, w gminie Jarocin, w powiecie jarocińskim, w województwie wielkopolskim. Mieści się przy ulicy Wyzwolenia. Należy do dekanatu boreckiego.
Jest to jednonawowa budowla wybudowana w latach 1794–1795 w stylu barokowym. W 1880 roku od strony zachodniej została do niego dobudowana ośmioboczna wieża zakończona sygnaturką. Na wieży znajduje się zegar. Prezbiterium znajduje się od strony wschodniej. Kościół nosił wcześniej wezwanie świętej Doroty.